# Ariel Martínez
Ariel Pedro Martínez González (Sancti Spíritus, 9 maggio 1986) è un ex calciatore cubano, di ruolo attaccante.

## Carriera

### Club
Ha giocato per club cubani e statunitensi.

### Nazionale
Con la Nazionale cubana ha preso parte alla CONCACAF Gold Cup 2007, venendo eliminato alla fase a gironi.